# Темистокле Мирски
Свети мученик Темистокле је хришћански светитељ. Као чобанин је чувао овце у неком пољу близу града Мира у Ликији. У то време мучитељи хришћана су гонили Светог Диоскорида, па су наишли на Темистокла у пољу и питали га да ли је видео гоњенога, и да ли зна, где се крије. Темистокле иако је знао, није хтео да каже, већ је рекао да је и он хришћанин. Мучен је и убијен за време владавине Деција Трајана 251. године. 
Српска православна црква слави га 21. децембра по црквеном, а 3. јануара по грегоријанском календару.